# Galería de la Academia de Venecia
La Accademia di Belle Arti es la Academia o Escuela de Bellas Artes de Venecia, conocida popularmente como La Academia. Las obras de sus alumnos fueron el origen de la pinacoteca de dicha institución llamada Galería de la Academia (en italiano: Gallerie dell’Accademia), que conserva una de las mayores colecciones de arte italiano y es uno de los más importantes focos turísticos de la ciudad de Venecia.

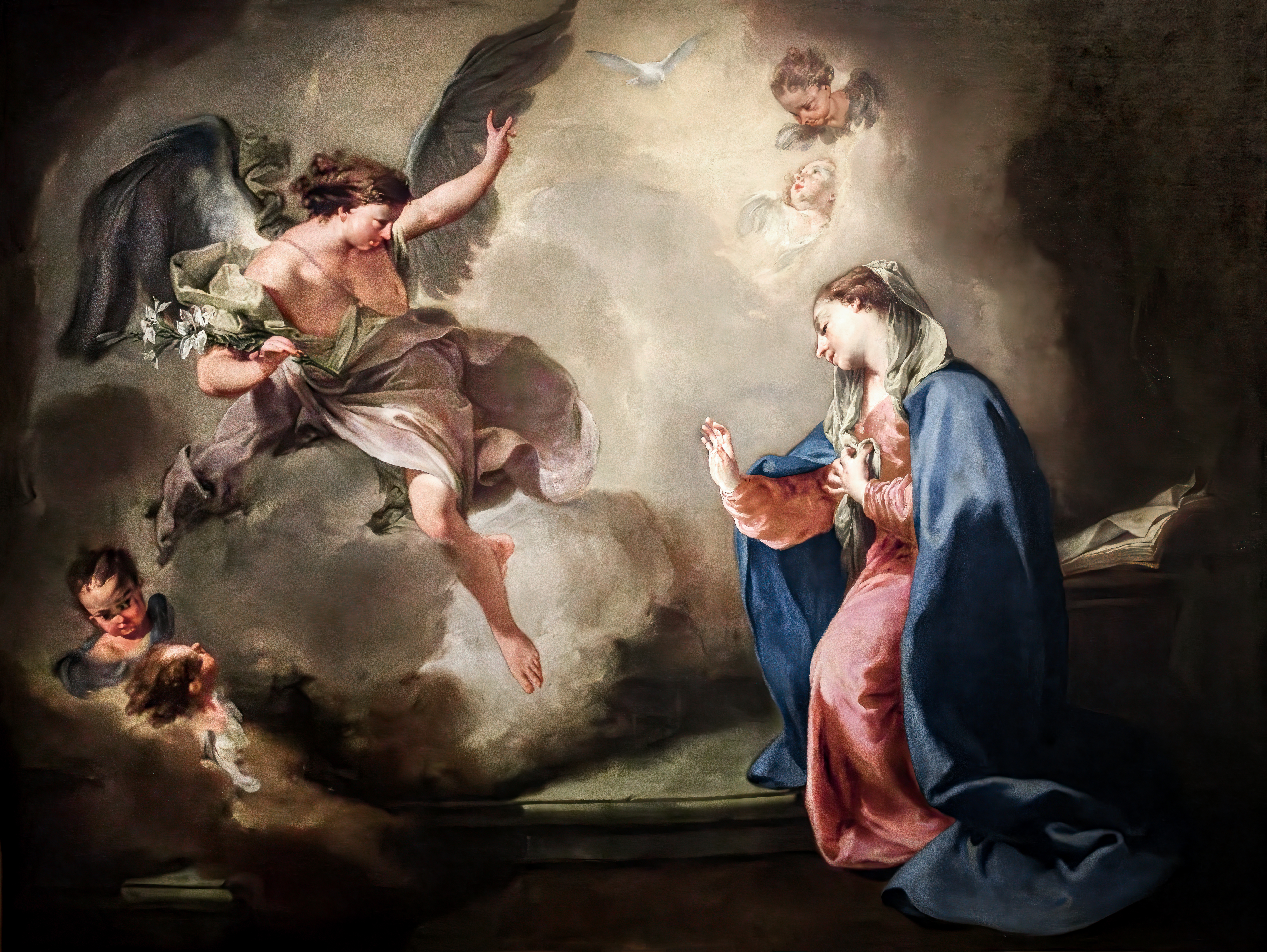
La Anunciación (L'Annunciazione), 1757, de Giambattista Pittoni, 152×205 cm

Se encuentra situada en la orilla sur del Gran Canal de Venecia, donde la Academia da nombre a uno de los cuatro puentes que cruzan dicho canal, el Puente de la Academia (en italiano, Ponte dell'Accademia).

## Historia
Los orígenes de la Academia se remontan al 1750, cuando la República veneciana decidió dotar a la ciudad de una «Academia de pintores y escultores». El encargo se dio al pintor Giovanni Battista Piazzetta con instalaciones en el Fondaco de la Harina, actualmente Capitanía del Puerto, poco antes del Muelle de San Marcos. Desde ese momento comenzó a recogerse un primer grupo de obras realizadas por los alumnos de la Academia.
En 1807, durante la ocupación napoleónica, se decidió trasladar la escuela de Arte y las obras a un lugar más digno y cómodo. Se eligieron los locales de la Escuela de la Caridad (Scuola della Carità), la iglesia de Santa Maria della Carità en el campo homónimo y el antiguo convento de los Canónigos Lateranenses (Convento dei Canonici Lateranensi). La Escuela de la Caridad era la más antigua de las seis Scuole Grandi y el edificio data de 1343, aunque la Escuela se fundó en 1260. La iglesia data de 1441 y es obra de Bartolomeo Bon. El Convento dei Canonici Lateranensi fue comenzado por Andrea Palladio en 1560, aunque nunca terminado, por eso hoy se encuentra bastante retocado. El arquitecto encargado de la adaptación de estos edificios para su uso docente y museístico fue Giovanni Antonio Selva (1751–1819).
A este lugar confluyeron numerosas obras procedentes de iglesias y conventos suprimidos, además de las ya poseídas. Así poco a poco entre 1816 y 1856 la Galería de la Academia se enriqueció con las colecciones Molin, Contarini, Renier y Manfrin, que la dotó de indiscutible obras maestras del arte italiano. Otras obras se unieron al museo procedentes de Austria después del Tratado de San Germano de 1919, así como las adquiridas por el Estado italiano gracias sobre todo al interés de los directores Giulio Cantalamessa y Gino Fogolari.

## Fondos del Museo

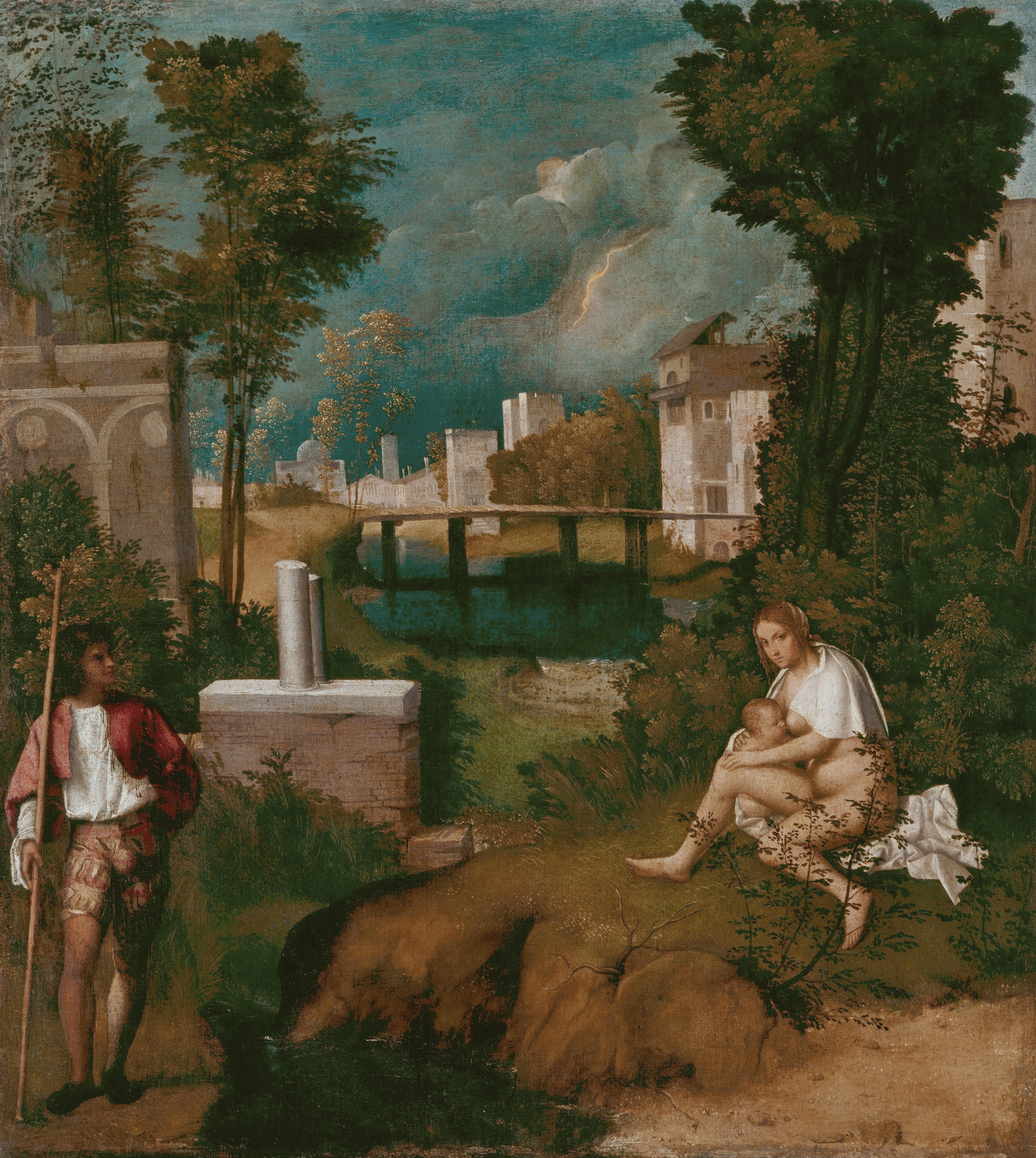
La tempestad de Giorgione es una de los cuadros más conocidos expuestos en la Galería de la Academia.

La Galería de la Academia conserva piezas maestras de la pintura veneciana hasta el siglo XVIII, ordenadas cronológicamente aunque su exposición es tratada en ocasiones por temáticas similares.
Están expuestas obras de los siguientes autores, entre otros:
- Gentile Bellini
- Giovanni Bellini
- Sebastiano del Piombo
- Antonio Canal, Canaletto
- Vittore Carpaccio
- Giulio Carpioni
- Rosalba Carriera
- Francesco Guardi
- Giorgione
- Pietro Longhi
- Lorenzo Lotto
- Leonardo da Vinci
- Andrea Mantegna
- Giambattista Piazzetta
- Giambattista Pittoni
- Giambattista Tiepolo
- Tintoretto
- Tiziano
- Paolo Veronese

## Curiosidades
- Gallerie dell’Accademia significa literalmente 'Galerías de la Academia' y la razón de este nombre en plural es que el origen de la Galería comprendía dos secciones, una reservada a la pintura y otra a la escultura y los yesos, pero a pesar del reordenamiento en una única colección, la denominación en plural ha permanecido.

## Galería

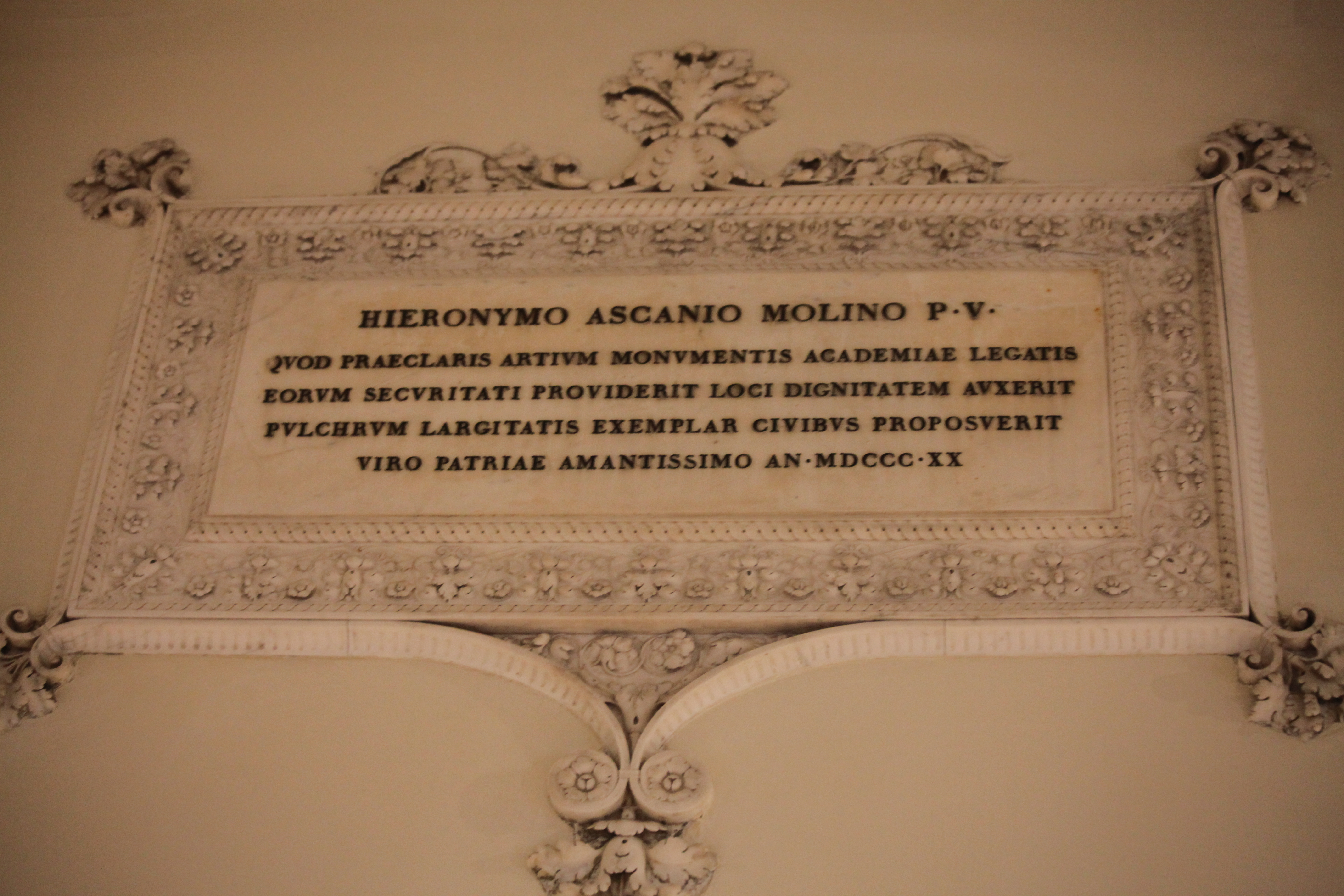
Placa conmemorativa de su apertura en la década de 1820.
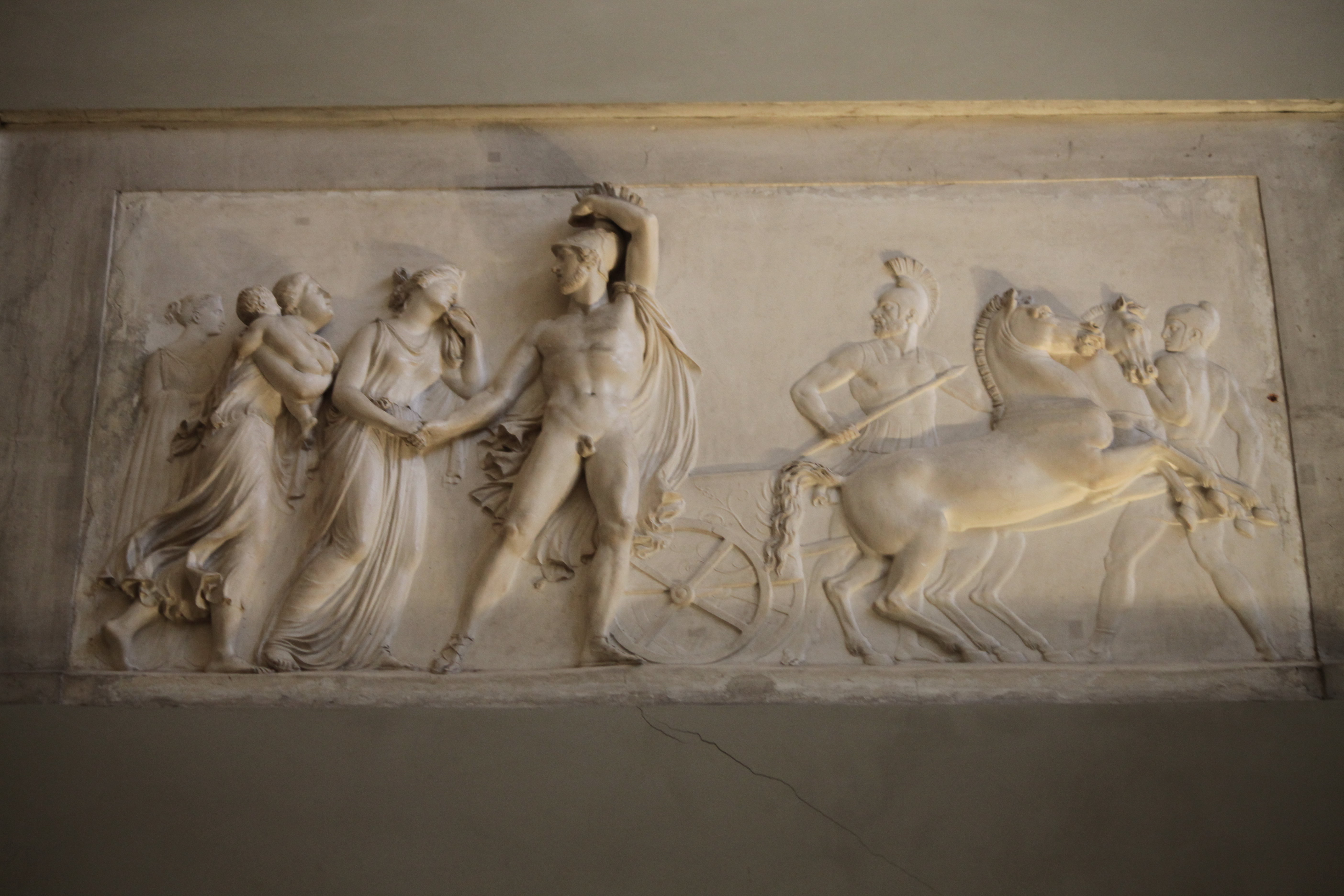
Héctor y Andrómaca de Rinaldo Rinaldi.
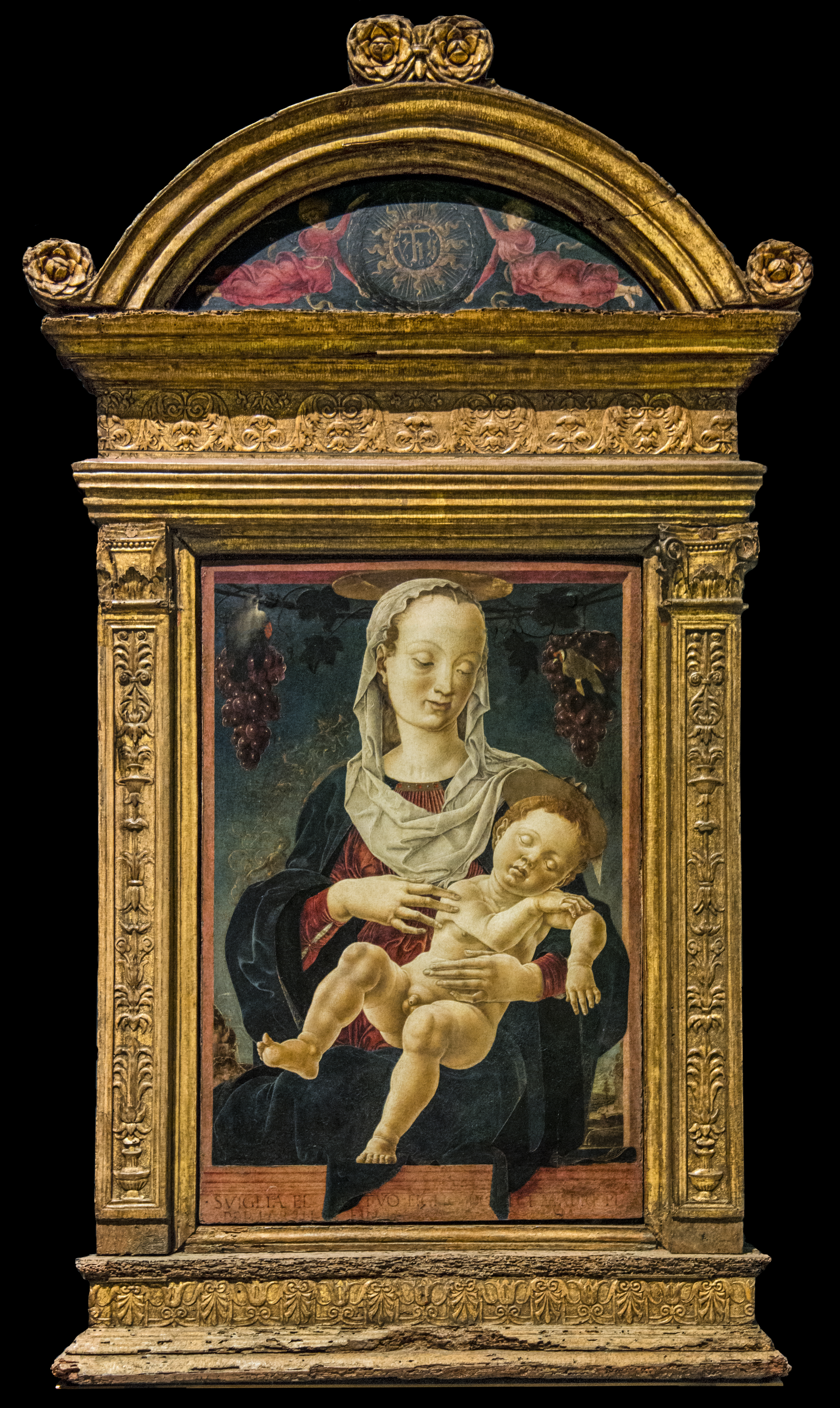
María y el Niño de Cosimo Tura.
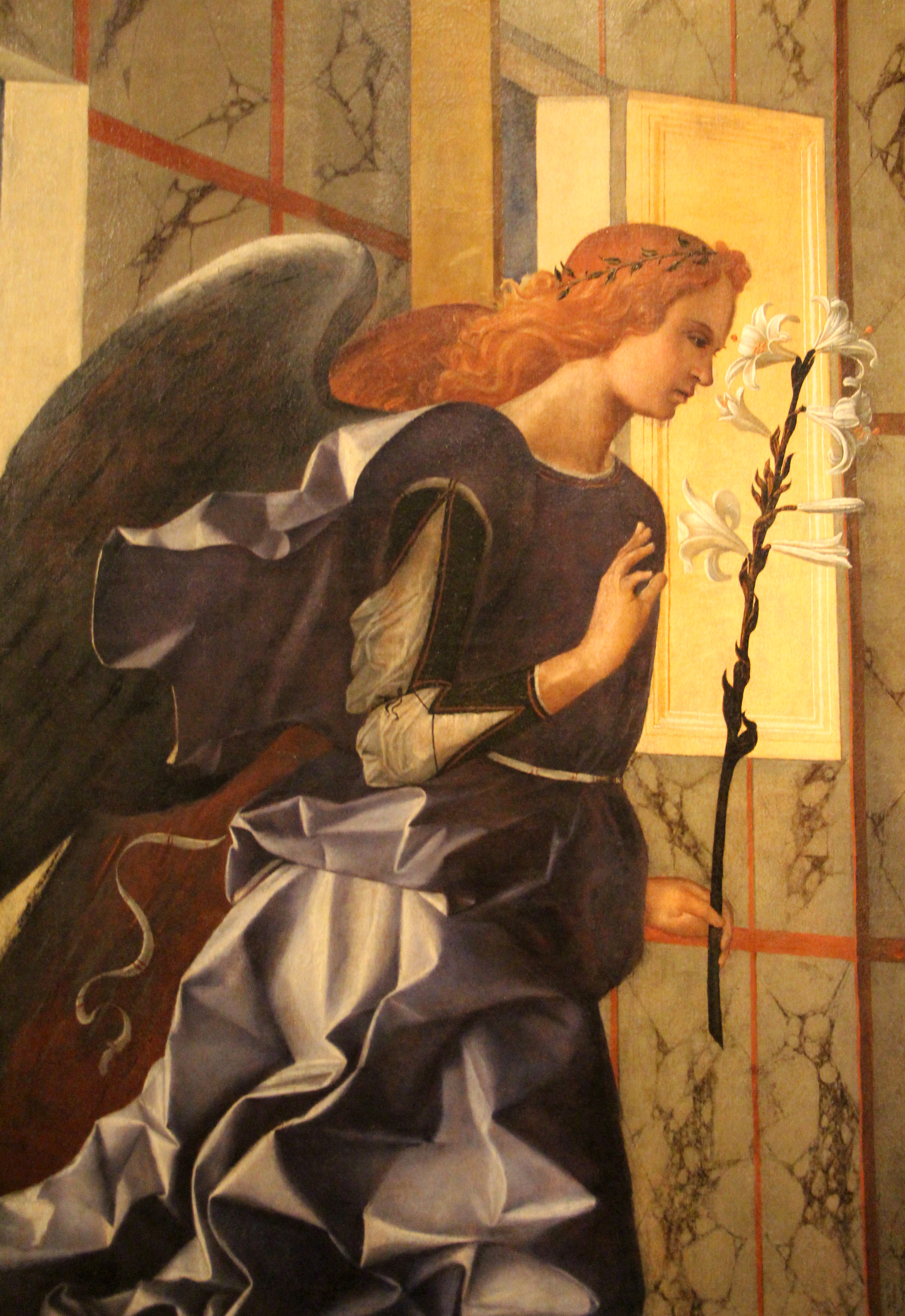
La Anunciación de Giovanni Bellini, detalle.
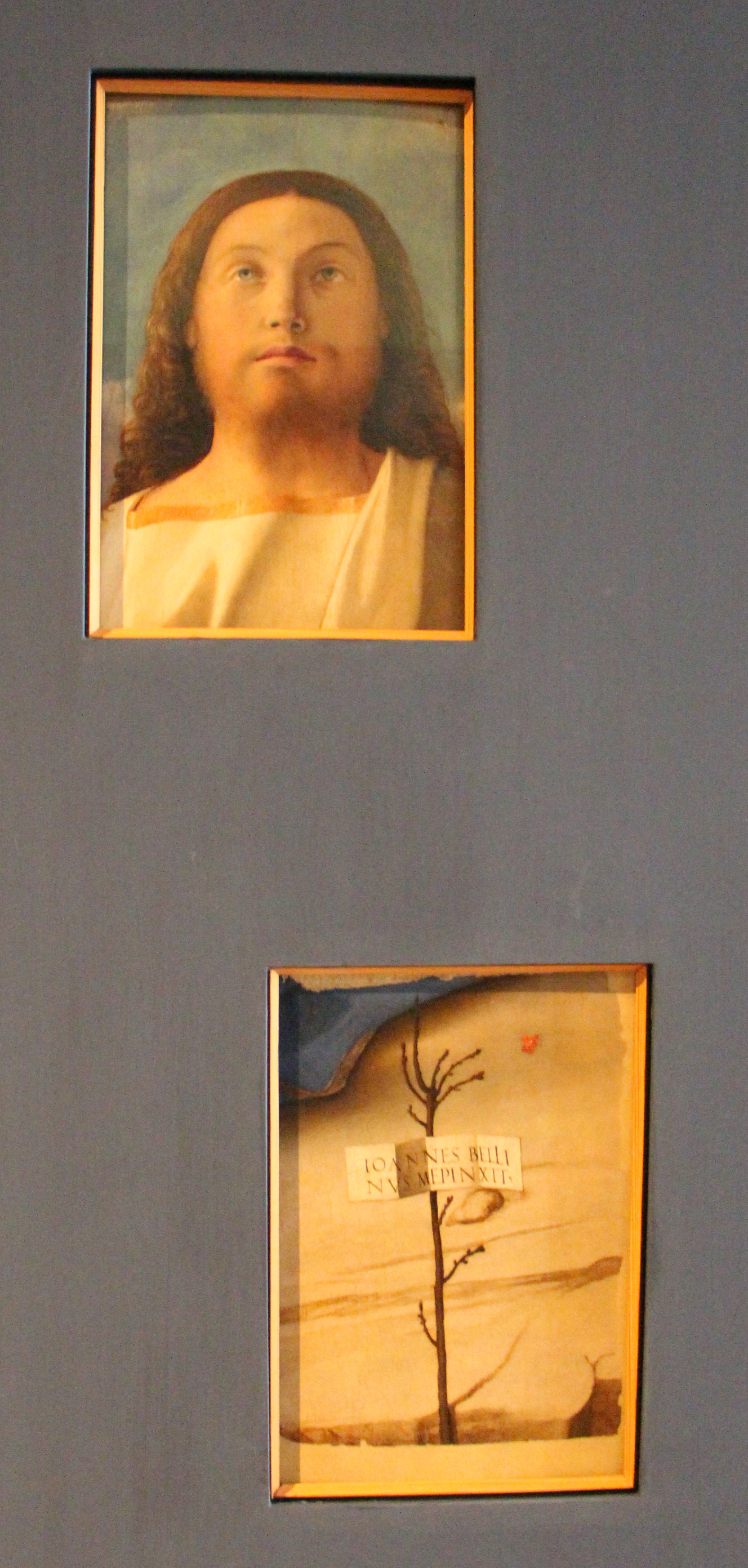
Fragmentos de una Transfiguración de Giovanni Bellini.
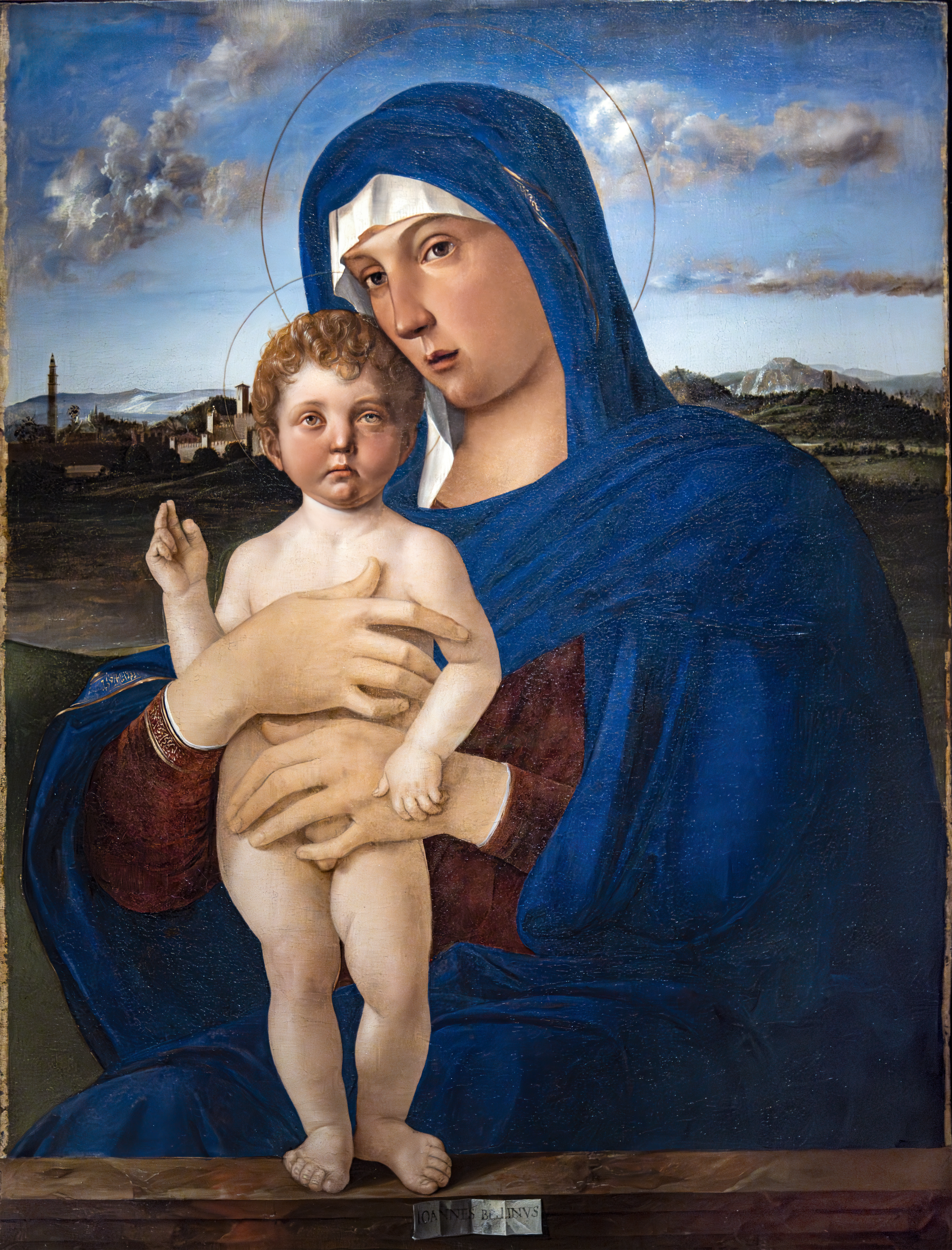
Madonna Contarini de Giovanni Bellini.
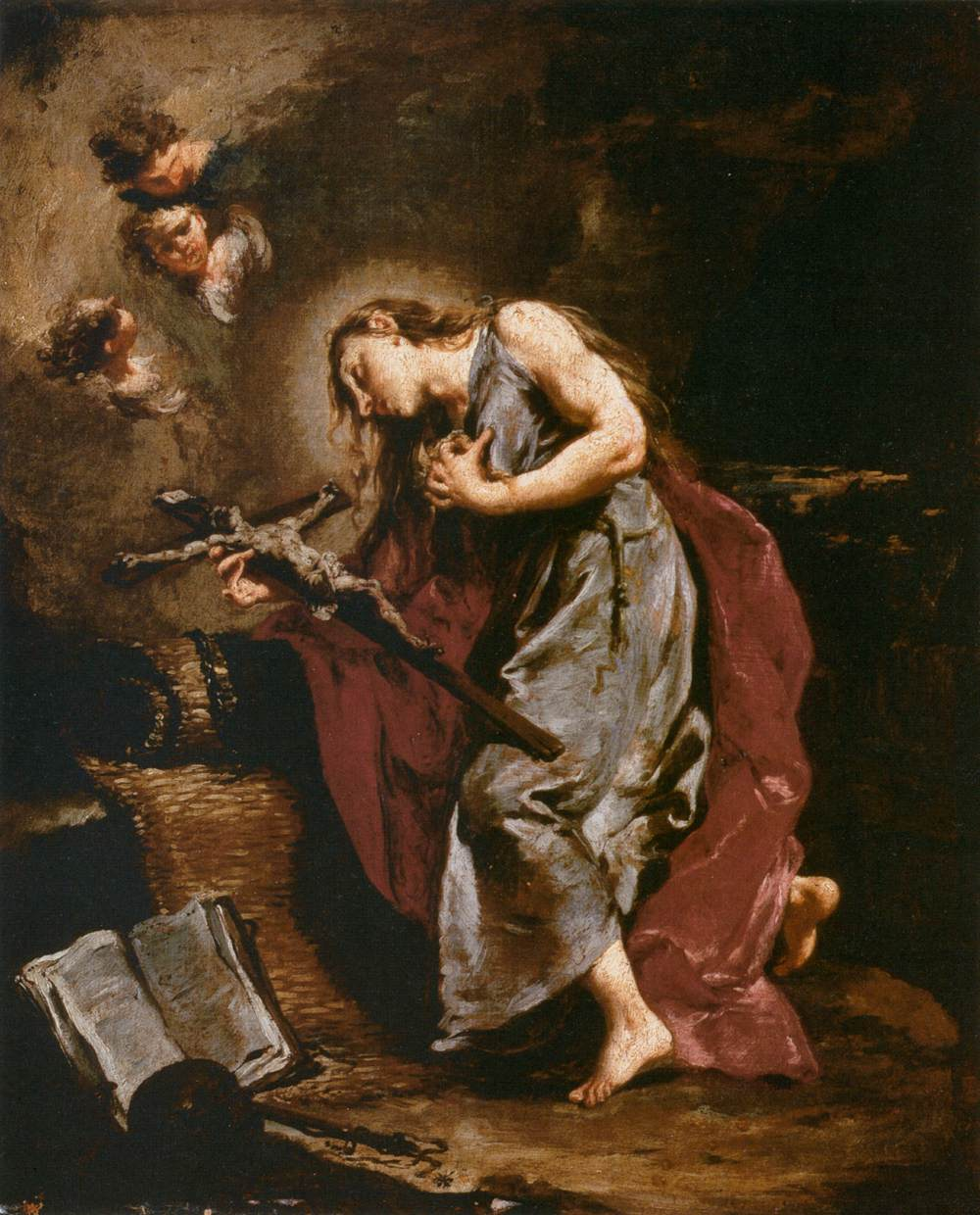
La Magdalena de Giambattista Pittoni.
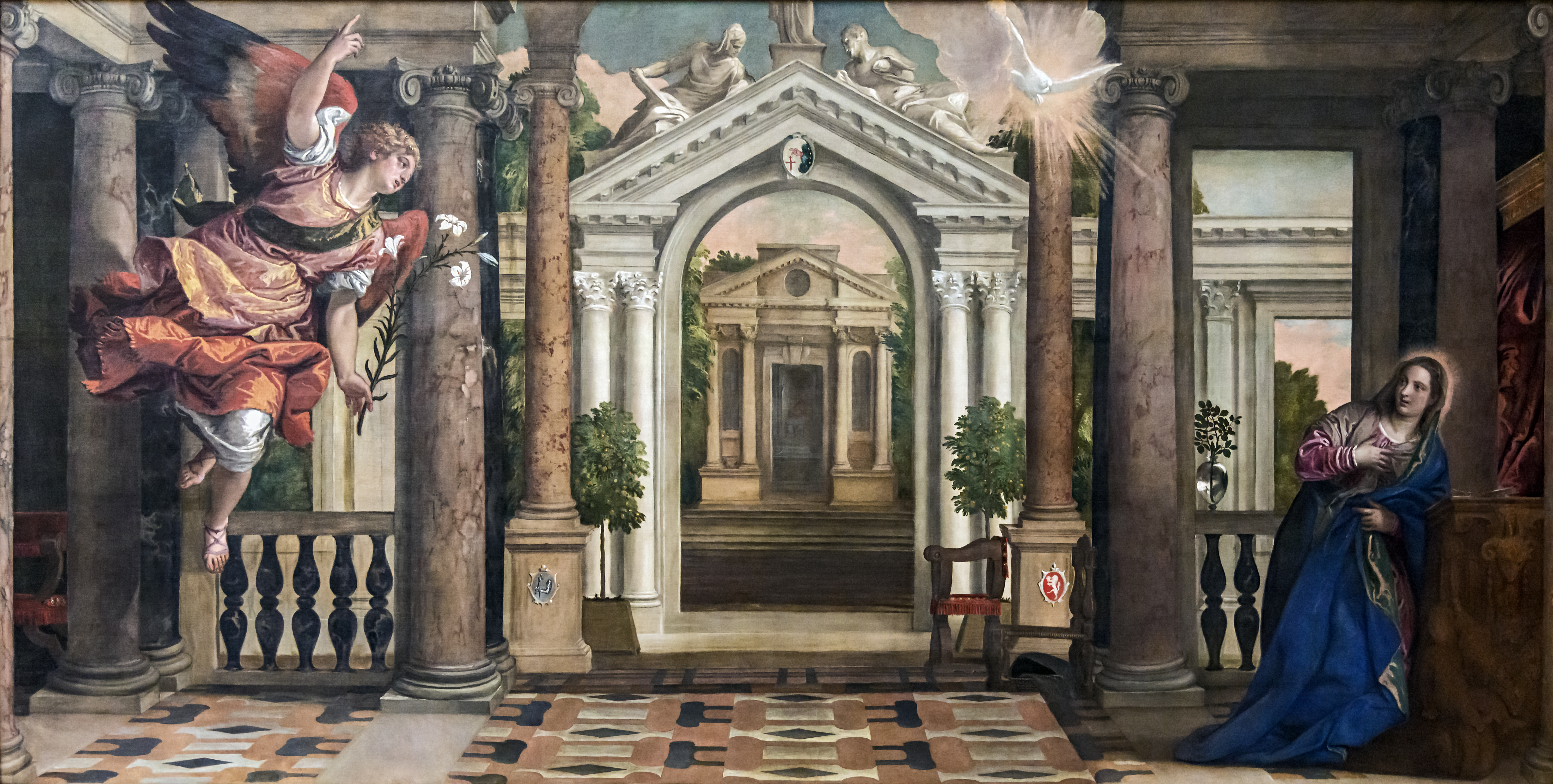
La Anunciación de Paolo Veronese.